# Tête de la Vierge de trois quarts à droite
Vous lisez un « bon article » labellisé en 2020.  Il fait partie d'un « thème de qualité ».
Tête de la Vierge de trois quarts à droite est un dessin sur papier réalisé à la pierre noire et à la craie rouge, attribué au peintre florentin Léonard de Vinci et conservé au Metropolitan Museum of Art à New York.
Ce dessin dont les dimensions ont certainement été réduites par le retrait de certaines parties existantes au moment de sa création est un portrait de la tête d'une femme. Il constitue l'étude préparatoire à la tête de la Vierge Marie présente dans le tableau Sainte Anne, la Vierge et l'Enfant Jésus jouant avec un agneau conservé au musée du Louvre. 
Vraisemblablement réalisé entre 1507 et 1513, il appartient à une série d'études largement postérieures au début de la création du tableau en 1502-1503 et chacune intéressée à un détail. Le motif de la tresse étant largement différent, mais se retrouvant sur des copies d'atelier ; les chercheurs tiennent ce travail comme un des arguments en faveur de la théorie selon laquelle ces copies seraient autant de prototypes grandeur nature du tableau du Louvre.
Toutes les qualités de dessinateur de Léonard de Vinci apparaissent dans cette œuvre, notamment une maîtrise dans l'utilisation des matières graphiques et dans le rendu du sfumato pour une réalisation d'une poétique et d'une beauté incomparables.

## Description
Le dessin de la Tête de la Vierge de trois quarts à droite a pour support une feuille de papier rectangulaire de 20,3 × 15,6 cm. Il semble que plusieurs années après sa création il ait été amputé de larges bandes sur ses quatre côtés comme en témoignent des copies de suiveurs, telle celle conservée au musée Albertina à Vienne (datée entre 1508 et 1513 et de dimensions 22,7 × 26 cm) : il montre ainsi le cou et la chevelure de la femme, absents du dessin tel qu'il est visible actuellement.
Sur une préparation à la sanguine (de la craie rouge), le dessin est réalisé à la pierre noire, au pastel et de nouveau à la craie rouge. Il comporte quelques traces de rehauts à la craie blanche. En outre, il présente quelques restes de contours d'encadrement en haut à droite faits avec une plume et à l'encre, qui ne sont pas de la main du maître. Enfin, la feuille porte en haut à gauche une inscription qui demeure indéchiffrable aux yeux des chercheurs.
Le dessin est le portrait d'une jeune femme dont on ne voit que la tête. Incliné vers le bas, son visage est vu de trois quarts face sur son côté droit. Ses cheveux forment deux tresses retenues par un voile au sommet de la tête, tandis qu'une mèche pend sur sa joue gauche.

## Historique

### Contexte de création

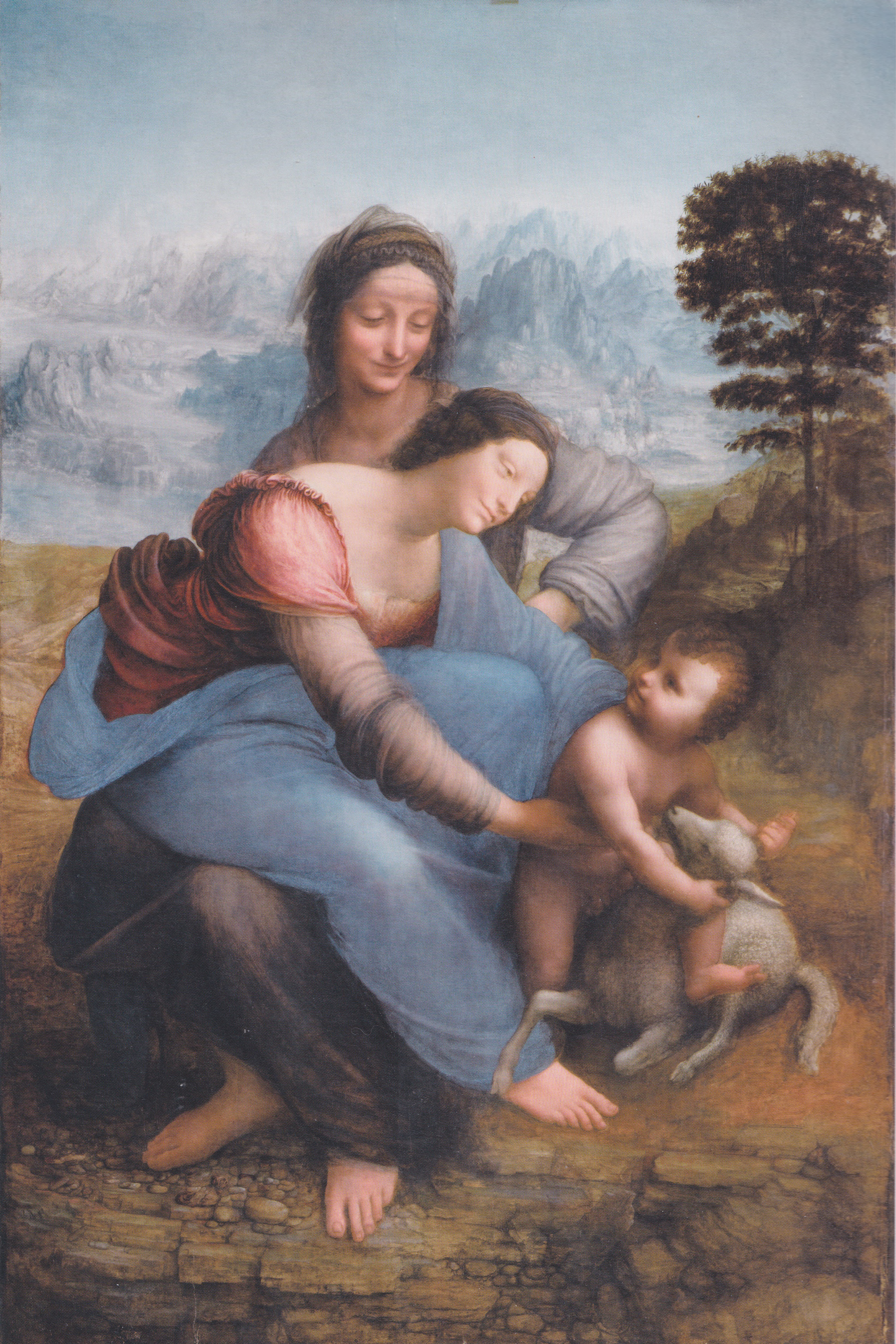
Le dessin est réalisé dans le cadre de la création de Sainte Anne, la Vierge et l'Enfant Jésus jouant avec un agneau (1503 - 1519, musée du Louvre, no inv. 776).

Au moment de la création du dessin de la Tête de la Vierge de trois quarts à droite dans les années 1508-1510, Léonard de Vinci a plus de cinquante-cinq ans. Il entame en 1508 ce qui est nommé sa « seconde période milanaise » qui s'étendra jusqu'en septembre 1513. Il est déjà suffisamment célèbre pour que de puissants commanditaires italiens et d'autres Européens se disputent ses services comme ingénieur ou comme artiste : c'est le cas d'Isabelle d'Este et de César Borgia au tout début du siècle, puis du roi de France Louis XII et ses subordonnés comme son secrétaire d'État Florimond Robertet et le gouverneur qu'il a dépêché à Milan, Charles d'Amboise. Vinci, qui avait pourtant fui les Français lors de l'invasion du duché de Milan en 1499, entre finalement au service du roi Louis XII dès 1507.
Bien qu'il se déclare volontiers éloigné de la peinture, Léonard de Vinci produit cependant plusieurs œuvres durant cette période : Salvator Mundi (après 1507), La Scapigliata (1508), Léda et le Cygne (1508) ou Saint Jean-Baptiste en Bacchus (1510-1515). Par ailleurs, cela fait plusieurs années qu'il s'est attelé à la création d'une « Sainte Anne trinitaire », sans qu'il soit toutefois établi qui en est précisément le commanditaire : l'œuvre actuellement conservée au Louvre, entamée dès 1502-1503, demeure certainement toujours à l'état d'ébauche vers 1507-1508, d'autant que le peintre l'a très vraisemblablement délaissée entre 1504 et 1507. 
Deux types d'études se rapportent directement à ce tableau : celles qui permettent la création du carton et celles qui constituent « les ultimes changements décidés par le maître » et en sont donc les plus éloignées temporellement. Avec sa « technique très complexe et originale » si caractéristique, le dessin de la Tête de la Vierge de trois quarts à droite appartient résolument à ce second groupe. Le tableau est à ce moment-là déjà suffisamment avancé pour qu'il ne soit plus possible à Léonard de Vinci d'en modifier la composition d'ensemble. Son travail consiste dès lors à exécuter et en parfaire les détails, dont les coiffures des protagonistes : il exécute ainsi une dizaine d'études visant à affiner le carton initial, parmi lesquelles figure celui de la Tête de la Vierge de trois quarts à droite.
La création de cette étude est relativement tardive par rapport au début de la production du tableau qui remonte à 1503. Vincent Delieuvin la situe « vers 1507-1510 », Sarah Taglialagamba et Carlo Pedretti donnent « vers 1510 », quand Carmen C. Bambach et le site du musée propriétaire la repoussent à « 1510–13 ».
D'autres dessins préparatoires à Sainte Anne, la Vierge et l'Enfant Jésus jouant avec un agneau
et contemporains de la Tête de la Vierge de trois quarts à droite

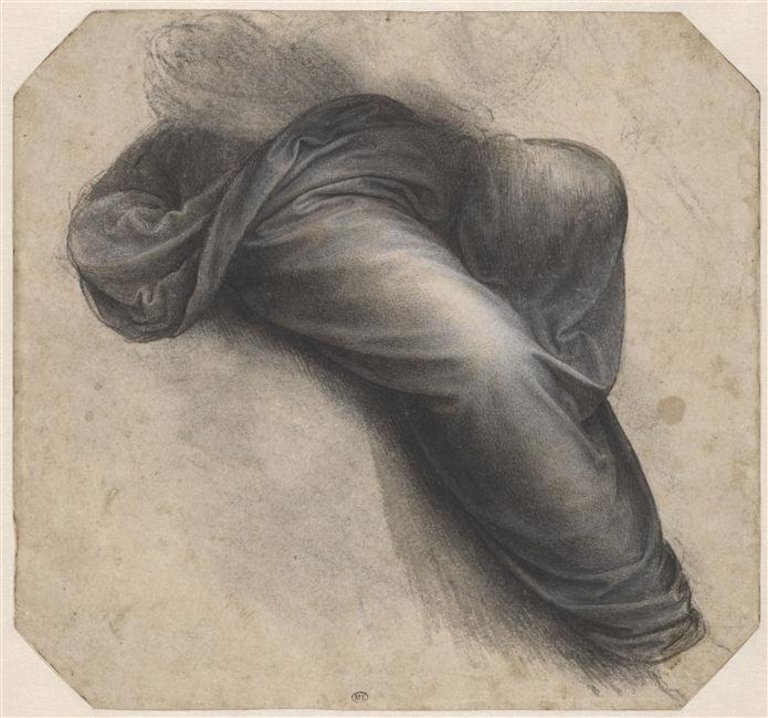
Étude pour le drapé de la Vierge, vers 1507-1510, Paris, département des arts graphiques du musée du Louvre, INV 2257, recto.
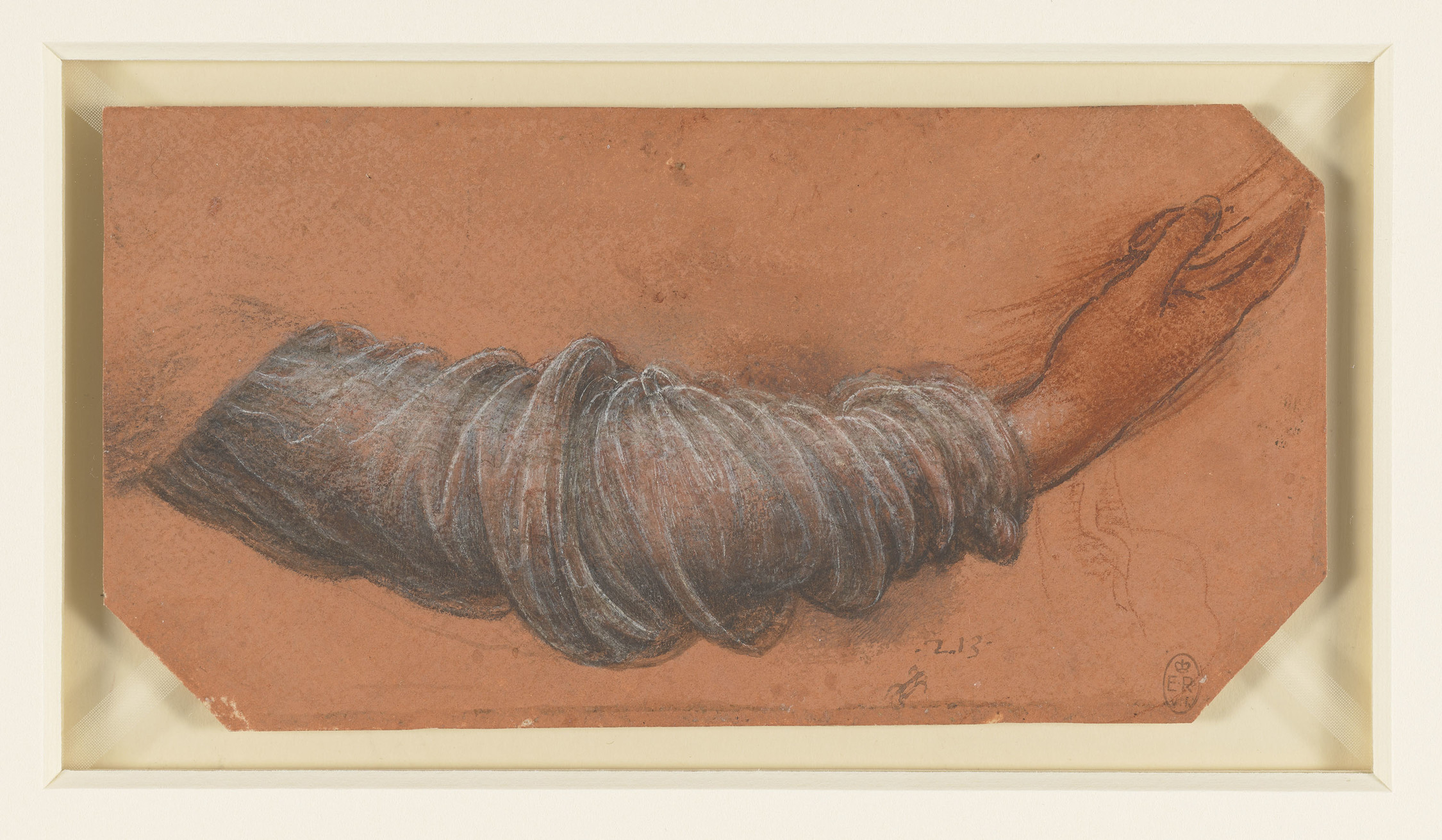
Étude pour le bras droit de la Vierge, vers 1510-1515, château de Windsor, no d'inv. RCIN 912532.

### Attribution

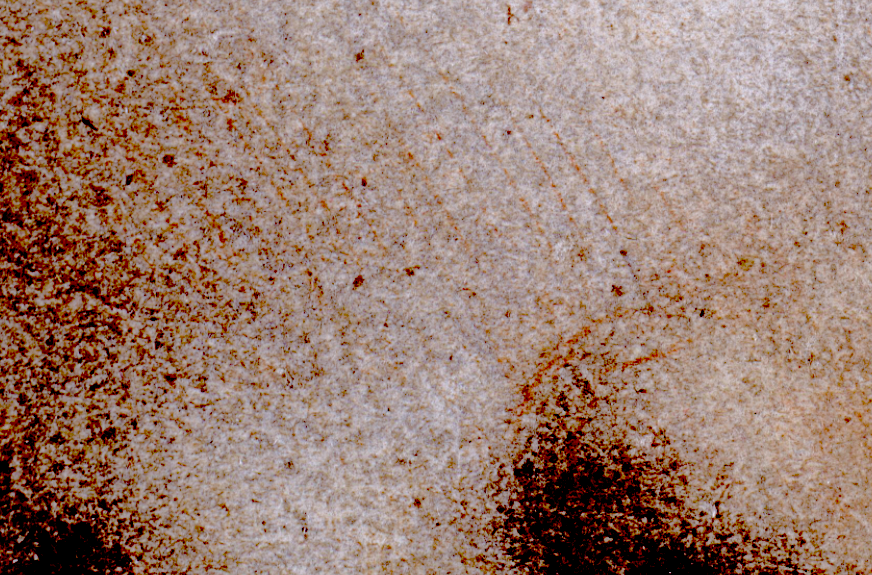
Détail sur la pommette droite (image retravaillée numériquement) : de fines hachures à la craie rouge typiques d'un gaucher sont visibles.

Si elle est déjà envisagée, l'attribution à Léonard de Vinci est très discutée au sein de la communauté scientifique avant le début du XXIe siècle. C'est en particulier le caractère trop parfait de l'œuvre qui embarrasse nombre de chercheurs, ce que Carmen C. Bambach traduit ainsi : « sa beauté magique la rend suspecte ». Ils considèrent alors qu'il s'agit du travail d'un habile imitateur : ainsi l'historien de l'art allemand Walter Vitzthum estime en 1966 que « le dessin fait penser à l'esprit de Walter Pater plutôt qu'à la main de Léonard ».
Néanmoins, de nouveaux éléments se font jour au début du XXIe siècle. Ainsi la simple observation à l'œil nu de l'œuvre permet à Carmen C. Bambach de découvrir en avril 2002  des hachures parallèles spécifiques d'une main de gaucher, particulièrement dans la région de la joue droite, près du nez — ce que confirme l'analyse par photomicrographie. En outre, elle considère que les précédentes recherches n'ont pu parvenir à ces observations parce que les scientifiques n'ont jusqu'alors étudié l'œuvre qu'à travers des clichés photographiques qui ne rendent donc pas la subtilité du travail de l'artiste. Par ailleurs, en 2005, un « .T. » tracé à l'encre gris-brun est découvert au verso de la feuille. Or il s'agit de la marque portée sur les dessins et manuscrits de Léonard de Vinci ayant appartenu à la « collection Melzi-Leoni »,. 
Cette découverte appuie donc l'hypothèse de l'attribution à Léonard de Vinci. Les arguments stylistiques et techniques des tenants de cette hypothèse en ressortent renforcés : d'abord, la technique qui s'y déploie est rapprochée de l'étude pour la tête de deux soldats pour La Bataille d'Anghiari qui lui est contemporaine (1504 - 1505) et qui bénéficie d'une préparation identique à la craie rouge. De plus, il apparaît que l'œuvre constitue un condensé des recherches du peintre sur les phénomènes optiques qui concourent au rendu d'un sfumato très homogène et d'une très grande fluidité. 
Dès lors, une majorité d'historiens de l'art s'accordent pour attribuer la Tête de la Vierge de trois quarts à droite à Léonard de Vinci : Carlo Pedretti, et à sa suite, Sarah Taglialagamba, Carmen C. Bambach, Pietro C. Marani ou Vincent Delieuvin. Néanmoins certains en contestent toujours l'authenticité, tel Frank Zöllner qui marque son scepticisme en ne l'évoquant pas dans ses catalogues raisonnés de l'œuvre peint et graphique du peintre,. Enfin, l'œuvre présente certaines interventions que l'analyse scientifique désigne comme non autographes : des reprises à l'encre faites avec une plume, de même que de légères tentatives de restauration expliquant quelques passages sombres dans les parties droites de la joue, du nez et des lèvres.

### Cheminement de l'œuvre
Le cheminement de l'œuvre après sa création n'est connu qu'à partir d'une période récente. Recensée dans la collection de dessins de Charles Greville (1763-1832), c'est son neveu, le 4e comte de Warwick George Guy Greville (1818 - 1893), qui en hérite. Elle est ensuite vendue chez Christie's à Londres lors de la vente des 20 et 21 mai 1896 et est acquise par le chimiste et collectionneur d'art Ludwig Mond (1839-1909), toujours à Londres. Elle passe dans les possessions de Lady Gwen Melchett of Landford, puis dans sa famille où elle demeure jusqu'à son acquisition par le Metropolitan Museum of Art de New York en 1951 lors de la vente des 23 et 24 mai 1951 chez Sotheby's,.

## Une étude pourSainte Anne, la Vierge et l'Enfant Jésus jouant avec un agneau
Le dessin de la Tête de la Vierge de trois quarts à droite est unanimement reconnu par les tenants de l'attribution à Léonard de Vinci comme une étude préparatoire à la tête de la Vierge du tableau de Sainte Anne, la Vierge et l'Enfant Jésus jouant avec un agneau conservé au Louvre. Pour autant, tous s'accordent également pour considérer qu'il ne peut s'agir d'une pièce du carton original puisqu'elle ne porte pas les marques caractéristiques d'une telle production. 
Cette étude se concentre particulièrement sur l'arrangement de la coiffure : en effet, le dessin présente à ce niveau une superposition de traits, correspondant à autant de propositions qui rendent le dessin quelque peu nébuleux. Or cet arrangement ne se retrouve pas dans le carton ayant servi à la création du tableau du Louvre ni tel quel dans le tableau du Louvre, mais dans plusieurs versions d'atelier qui gagnent ainsi le statut de prototypes grandeur nature et en peinture de Sainte Anne, la Vierge et l'Enfant Jésus jouant avec un agneau : il semblerait donc que l'étude constitue une réflexion entamée après la création du carton. Elle est ainsi située en cours de production du tableau, alors que l'artiste — qui ne peut plus modifier la composition d'ensemble alors trop avancée — est dans une phase de recherche, de maturation et de perfectionnement des détails le composant (draperies, coiffures et gestuelles des protagonistes).

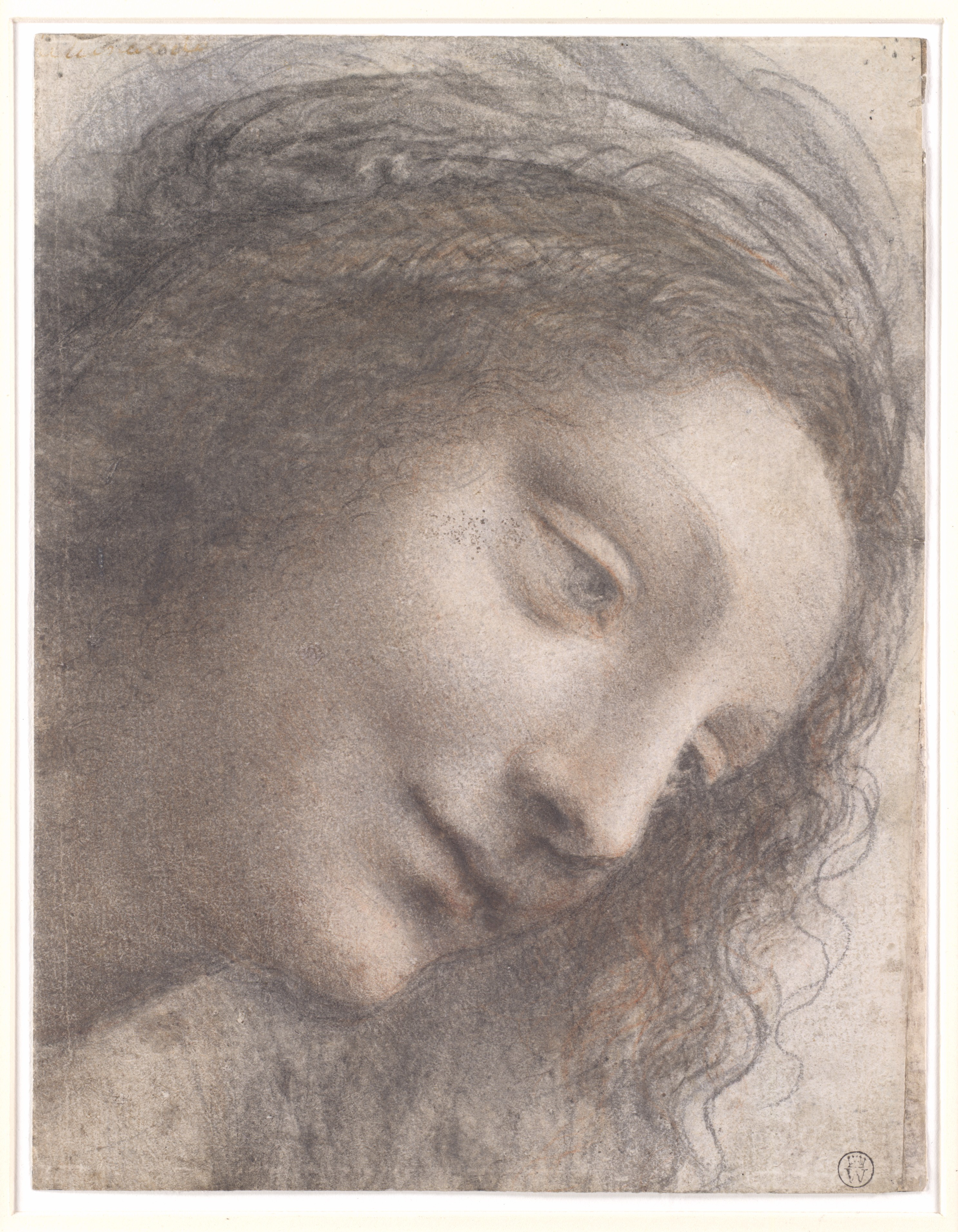
Étude de la Tête de la Vierge de trois quarts à droite.
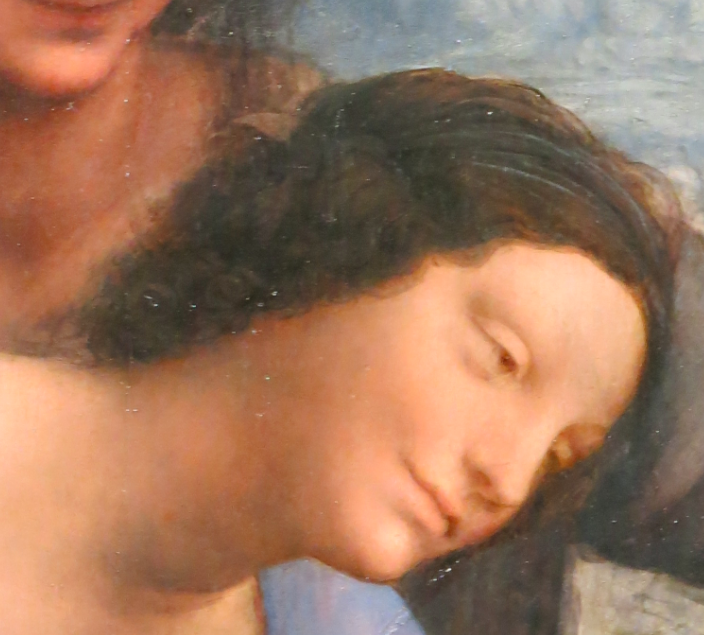
Tête de la Vierge au sein de Sainte Anne, la Vierge et l'Enfant Jésus jouant avec un agneau (détail, 1503-1519, Paris, musée du Louvre, no inv. 776).

## Analyse

### Une technique inégalée
Le dessin de la Tête de la Vierge de trois quarts à droite se distingue des précédentes études de têtes du maître « par un caractère plus pictural et plus naturel » : le peintre y met en effet en œuvre une technique incomparable permettant d'exposer une poétique et une beauté remarquables que ne parviennent pas à atteindre les suiveurs du peintre.

### Matières
Pour composer une œuvre aux jeux de lumière très fins et doux, Léonard de Vinci produit d'abord une préparation par estompage à la craie rouge. Puis il élabore les contours de son visage à la pierre noire de tonalité grise qu'il relève de traits à la craie rouge : cela est ainsi particulièrement visible sur la paupière et le canal lacrymal. Les traits animant le voile et la chevelure sont réalisés à l'aide d'une pierre plus sombre. L'artiste produit ensuite les ombrages « par une admirable fusion de la pierre noire estompée et de fins traits parallèles rouges, qui crée des transitions lumineuses très subtiles ». Une telle complémentarité des deux craies constitue parmi les premiers exemples d'utilisation de la « technique des craies jumelles » dont se saisiront les peintres maniéristes deux générations plus tard. Enfin, l'œuvre bénéficie de rehauts de blanc visibles dans les zones lumineuses de l'arête du nez et du pourtour de l'œil droit. À l'inverse, les reflets dans l'œil résultent d'une réserve de matière sur le papier.

### L'art du sfumato

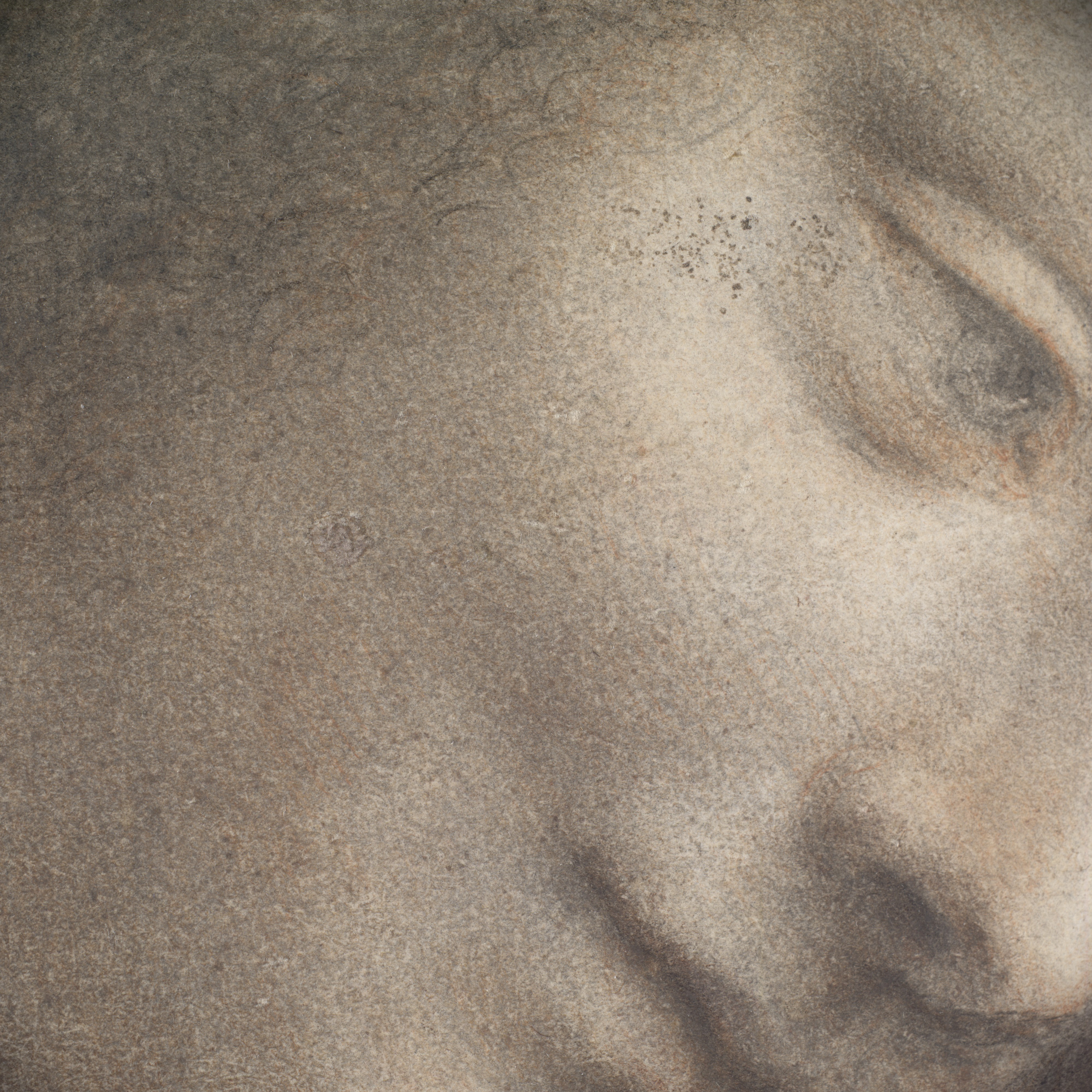
Un gros plan sur la joue permet d'apprécier les effets de sfumato (détail).

L'artiste use du sfumato qui est caractéristique de son travail : il s'agit d'une technique picturale qu'il théorise ainsi dans ses écrits : 

« Veille à ce que tes ombres et lumières se fondent sans traits ni lignes, comme une fumée,. »

 Cette technique consiste à créer l'illusion de la dissolution atmosphérique des formes en relief par l'utilisation du hachurage ainsi que par l'estompe de tous les traits du dessin, ce qui permet d'unifier et de fluidifier les transitions d'ombres et de lumières,.
Bien qu'utilisée aussi dans la chevelure, la technique est particulièrement manifeste sur le visage où s'unifient stries et estompes mais également craie rouge et pierre noire. Paradoxalement, le sfumato est si bien maîtrisé qu'il constitue un frein à une analyse des traits constitutifs du dessin et donc à une attribution certaine à Léonard de Vinci.

## Postérité

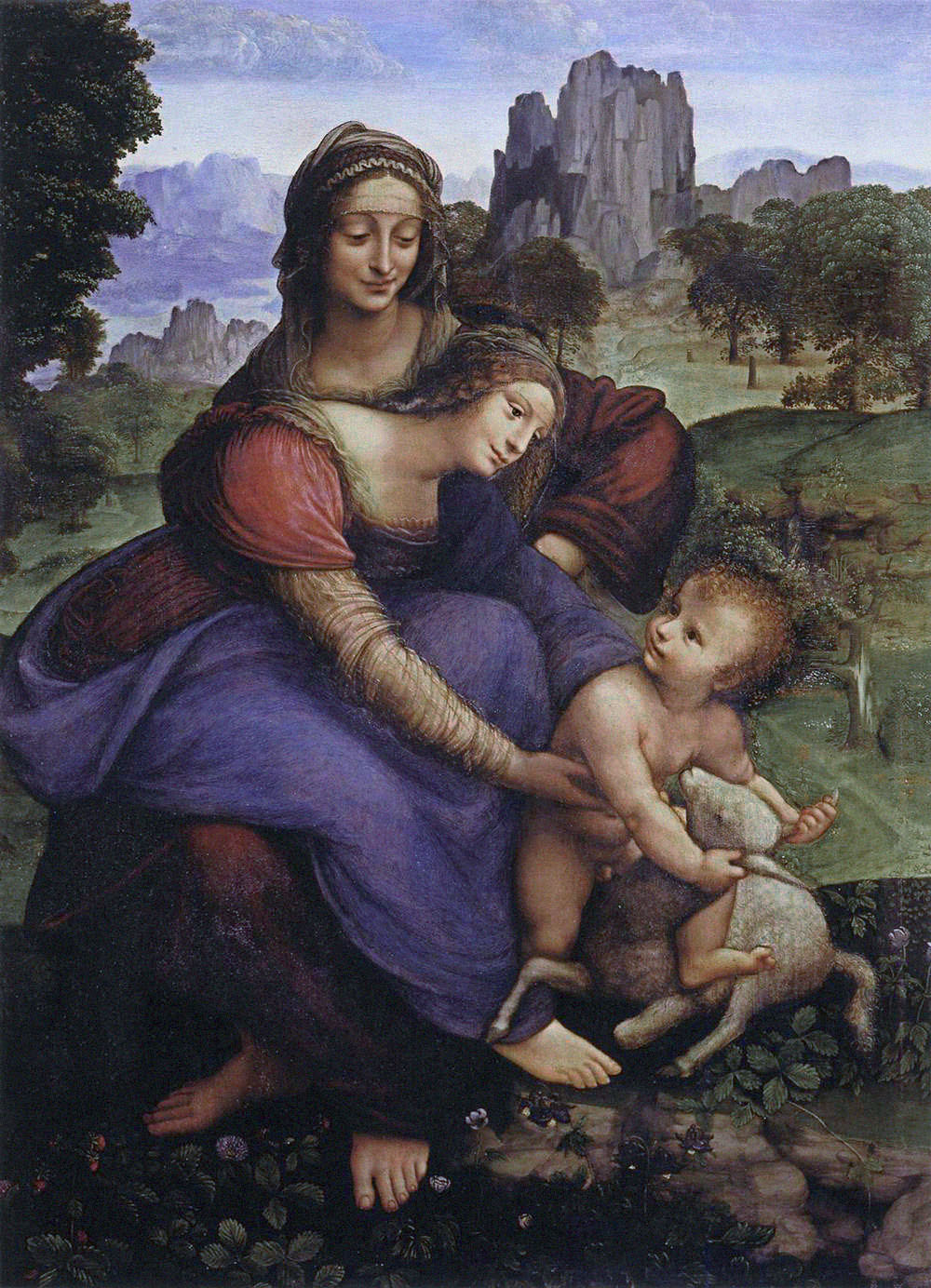
Suiveur de Léonard de Vinci, Sainte Anne, la Vierge et l'Enfant jouant avec un agneau, vers 1514-1515, Florence, galerie des Offices, no inv. 1890, n. 737.

Le dessin de la Tête de la Vierge de trois quarts à droite constitue une étude en vue d'une mise en peinture. Toutefois, c'est moins dans Sainte Anne, la Vierge et l'Enfant Jésus jouant avec un agneau que dans des copies d'atelier de la composition du maître qu'elle se retrouve, comme l'indique l'arrangement de la coiffure — c'est-à-dire la tresse et les voiles qui la recouvrent — absent du tableau conservé au Louvre. Cette coiffure se retrouve ainsi par exemple dans une copie datée de 1514-1515 et conservée dans la galerie des Offices à Florence.

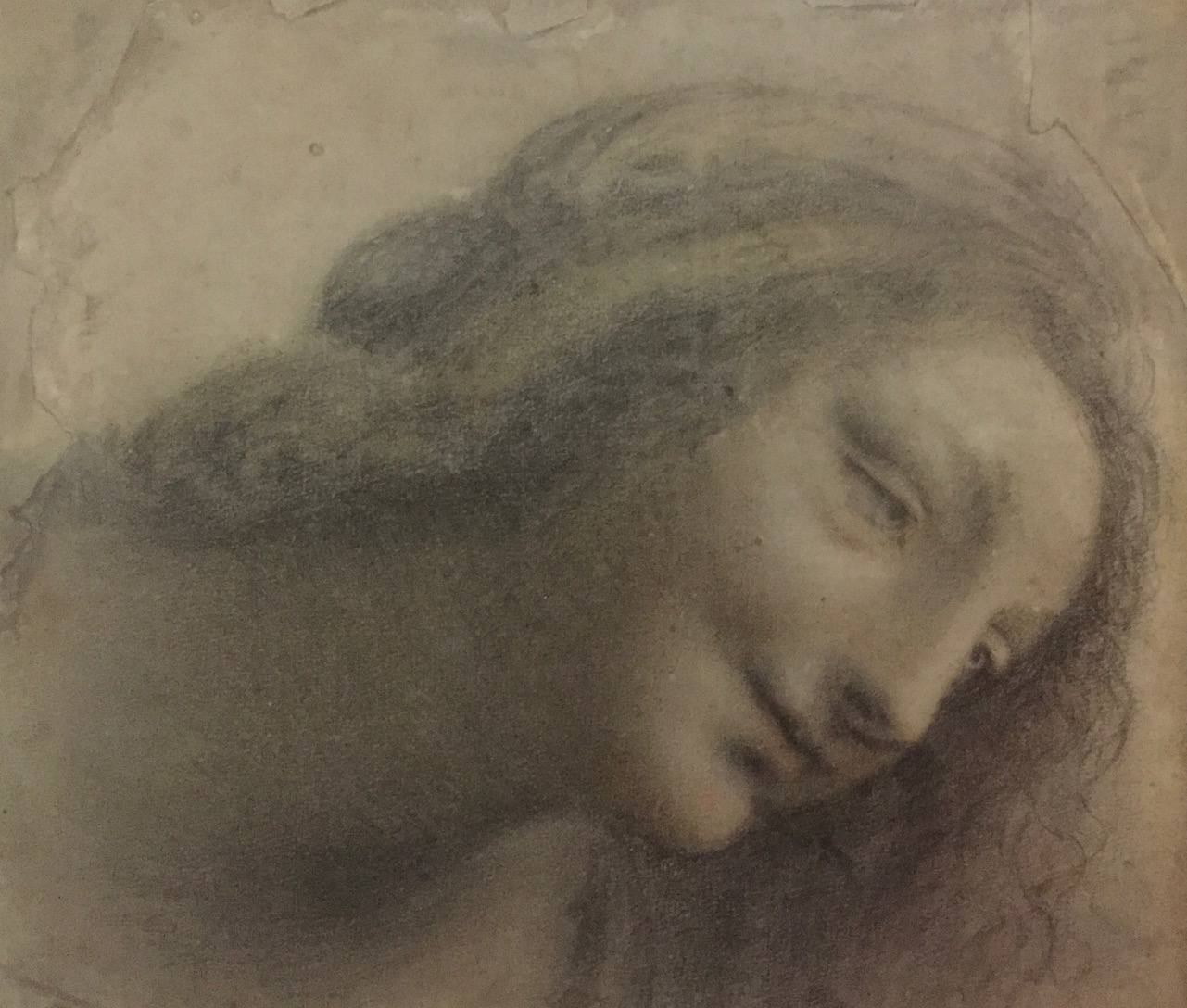
Suiveur de Léonard de Vinci (Salai ?), Tête de la Vierge, entre 1508 et 1513, Vienne (Autriche), musée Albertina, no inv. 17613.

Le dessin fait l'objet de copies de la part de suiveurs, dont une plus particulièrement qui fut parfois même attribuée au maître et en tout cas qui lui est contemporaine. Ce dessin est désormais attribué avec de grandes réserves à Salai. Son intérêt tient dans le fait qu'il présente un format plus grand que l'original, ce qui fait penser aux chercheurs qu'il correspond au format d'origine de ce dernier.
De même, une copie également contemporaine du grand peintre est conservée actuellement à Milan, à la bibliothèque Ambrosienne (sous le no inv. f 263 inf. n. 76) : il ne s'agit pas d'une copie exacte, notamment dans l'arrangement de la tresse, confirmant ainsi la difficulté de lecture du dessin original, résultat des ajouts successifs de traits de la part de Léonard de Vinci. C'est notamment la technique rouge sur rouge qui incite les chercheurs à attribuer le dessin au cercle des suiveurs immédiats du peintre.

Réminiscences du dessin de la Tête de la Vierge de trois quarts à droite chez Odilon Redon
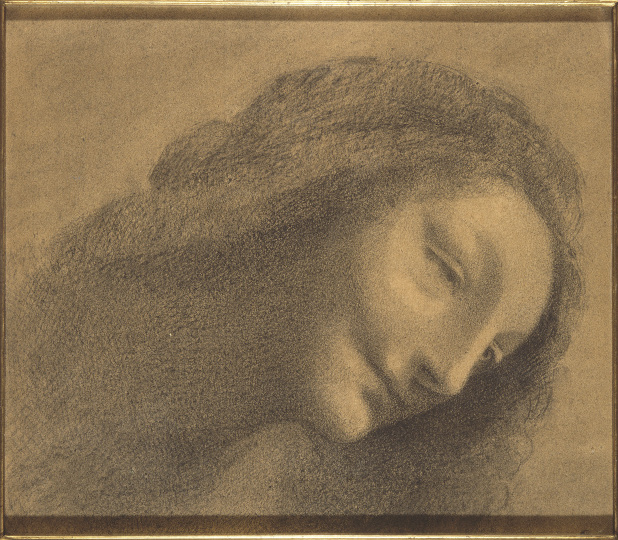
Odilon Redon, Tête de la vierge, 1867-1868, Paris, musée d'Orsay, no inv. RF 40891.
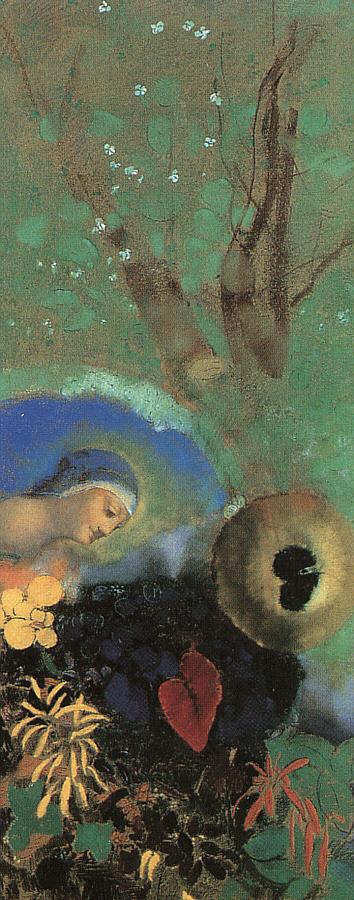
Odilon Redon, Hommage à Léonard de Vinci, vers 1914, Amsterdam, Stedelijk Museum, no inv. A-6439.

Le dessin continue d'inspirer des artistes plusieurs siècles après, tel Odilon Redon, admirateur affirmé du génie florentin, qui en réalise une copie vers 1867-1868. Mais il le fait à partir d'une photo du dessin conservé au musée Albertina — d'où un format correspondant. Quelques années plus tard, vers 1914, il utilise le motif dans son tableau Hommage à Léonard de Vinci : « Ici, la Vierge a été interprétée comme une figure présidant à une renaissance de la nature, à un panthéisme. Léonard, qui a toujours été pour Redon une source d’inspiration, est l’artiste qui, après s’être plongé dans le mystère de la nature, a su reproduire son harmonie ».